# Madregilda
Madregilda es una película española de 1993 dirigida por Francisco Regueiro. 
Se trata de una comedia esperpéntica, transgresora y de humor corrosivo, sobre la posguerra española y la figura del dictador Francisco Franco a partir del impacto del estreno de Gilda en los cines. Está protagonizada por José Sacristán, Juan Echanove, Barbara Auer y, además, cuenta con la colaboración de Juan Luis Galiardo, Coque Malla y Fernando Rey, entre otros.

## Argumento
La película Gilda hace mella en la vida de los protagonistas. Todos los viernes se reúnen en un bar cuatro amigos que se conocieron en el ejército y que ganaron la Guerra civil española para jugar unas partidas al mus: Franco (Juan Echanove), Longinos (José Sacristán), amigo del caudillo, Huevines, el "pater" de un regimiento de regulares, y Miguel, un antiguo general manco y tuerto... En la calle, Manuel, el hijo de Longinos, se cuela en un cine para por fin ver a Gilda, a la que imagina como si fuera su propia madre muerta.

## Premios

### Goyas 1993
| Categoría                     | Persona                                   | Resultado  |
| ----------------------------- | ----------------------------------------- | ---------- |
| Mejor actor                   | Juan Echanove                             | Ganador    |
| Mejor guion original          | Ángel Fernández Santos Francisco Regueiro | Candidatos |
| Mejor fotografía              | José Luis López Linares                   | Candidato  |
| Mejor dirección artística     | Luis Vallés                               | Candidato  |
| Mejor diseño de vestuario     | Gumersindo Andrés                         | Candidato  |
| Mejor maquillaje y peluquería | Odile Fourquin María del Mar Paradela     | Candidatos |
| Mejores efectos especiales    | Reyes Abades                              | Candidata  |